# سيارة (اسم)
سيارة هو اسم علم مؤنث من أصل عربي، ومعناه هو الكاشفة المضيئة المعلنة، من الفعل أسفر.

## وصلات خارجية
- موسوعة السلطان قابوس لأسماء العرب نسخة محفوظة 5 أبريل 2019 على موقع واي باك مشين.